# 지금, 만나러 갑니다
《지금, 만나러 갑니다》(일본어: いま、会いにゆきます)는 이치카와 다쿠지의 판타지 연애 소설이다. 2003년 2월 27일 쇼가쿠칸에서 간행되어, 일본내에서 판매 부수 100만 부를 기록했다. 세상의 중심에서 사랑을 외치다와 함께 미디어 믹스의 히트작 중 하나이다.

## 줄거리
어느 마을에 사는 아이오 타쿠미는, 1년전에 가장 사랑하는 아내인 미오(澪)를 잃고, 외아들 유지(佑司)와 보내고 있었다. 2명은 생전에 미오가 남긴, 「1년 지나면, 비의 계절에 또 돌아올 것」이라고 하는 말을 염두에 두고 있었다. 그리고 1년 후, 비의 계절에 둘의 앞에 죽었음이 분명한 미오가 나타난다. 둘은 기뻤으나, 미오는 과거의 기억을 모두 잃고 있었다. 거기서부터 3명의 공동 생활이 시작된다.

## 기타
이 작품은 원작자인 이치카와 자신의 질병 경험을 기반으로 하고 있으며, 아내와의 연애와 오토바이 여행 등 그의 실제 삶에서 일어난 에센스가 다소 담겨져 있다. 이야기의 무대에서는 전혀 그려져 있지 않지만 이치카와와 아내는 사이타마현에 거주하고 있으며 대체로 사이타마 현이다.

## 텔레비전 드라마
텔레비전 드라마는 TBS에서 2005년 7월 3일부터 9월 18일까지 일요극장에서 방송되었다.

### 개요
이치카와 다쿠지의 판타지 연애소설로, 앞서 개봉된 영화 《지금, 만나러 갑니다》에 이어 제작, 방송된 텔레비전 드라마이다. 미무라, 나리미야 히로키가 주연을 맡았으며, 영화에서와 같이 아이오 유지 역에 다케이 아카시가 출연하였고, 주제가도 오렌지 렌지가 다시 담당했다.
또한 2007년 4월부터 하와이에서도 지상파 방송사의 "KIKU-TV"를 통해 방송되었다.(현지 시간은 일요일 20:00~). 영어 제목은 "Be with you."

### 등장인물
- 아이오 미오 (24) - 미무라 리에
- 아이오 타쿠미 (25) - 나리미야 히로키
- 나가세 마리코 (25) - 오카모토 아야 ※타쿠미 동료
- 중학생 미오 (회상 장면) - 쿠로카와 토모카
- 중학생 타쿠미 (회상 장면) - 후쿠모토 유키
- 중학생 마리코 (회상 장면) - 시호
- 쿠도 아키히로 (회상 장면) - 미우라 하루마 ※고교 시절의 타쿠미의 육상부의 라이벌
- 아이오 유지 (6) - 다케이 아카시
- 사이토 레나 (6) - 시게모토 에루 ※유지의 동급생
- 미우라 사오리 (27) - MEGUMI ※유지의 담임 선생님
- 오가사와라 우야 (43) - 덴덴 ※이동 점포 차량 "UFO 가게"의 주인
- 혼고 나오미 (41) - 요 키미코 ※타쿠미의 주치의
- 스즈키 하치 (64) - 타니케이 ※타쿠미의 상사
- 키쿠치 슌스케 (38) - 나마세 카츠히사 ※케이크 가게 주인
- 키쿠치 아스카 (40) - 나카이 미호 ※케이크 가게 주인의 아내
- 에노키다 타카오 (60) - 야마모토 케이 ※미오의 아버지
- 에노키다 료코 (55) - 미타 요시코 ※미오의 어머니

### 제작진
- 원작 : 이치카와 다쿠지
- 각본 : 이노 요코, 시노자키 에리코
- 연출 : 히라노 슌이치, 야마무로 다이스케, 오오카 스스무, 카와시마 류타로
- 음악 : 세노 타케시
- 주제가 : 오렌지 렌지 〈인연〉
- 프로듀서 : 이요다 히데노리
- 제작 : TBS 텔레비전
- 저작권 : TBS

### 방송 일자
| 각 화                                                      | 방송일          | 부제(원어)     | 부제(풀이)    | 시청률 |
| ---------------------------------------------------------- | --------------- | -------------- | ------------- | ------ |
| 제1화                                                      | 2005년 7월 3일  | 6週間の奇跡    | 6주간의 기적  | 15.2%  |
| 제2화                                                      | 2005년 7월 10일 | 授業参観       | 수업 참관     | 13.0%  |
| 제3화                                                      | 2005년 7월 17일 | 約束           | 약속          | 11.5%  |
| 제4화                                                      | 2005년 7월 24일 | 母の愛         | 어머니의 사랑 | 10.9%  |
| 제5화                                                      | 2005년 7월 31일 | 恋の予感       | 사랑의 예감   | 9.2%   |
| 제6화                                                      | 2005년 8월 7일  | 三角関係       | 삼각 관계     | 9.0%   |
| 제7화                                                      | 2005년 8월 21일 | わずかな時間   | 짧은 시간     | 9.1%   |
| 제8화                                                      | 2005년 8월 28일 | 好きです。でも | 좋아. 하지만  | 9.5%   |
| 제9화                                                      | 2005년 9월 4일  | あと一日       | 앞으로 하루   | 10.7%  |
| 최종화                                                     | 2005년 9월 18일 | 涙の別れ       | 눈물의 이별   | 11.6%  |
| 평균시청률 10.9% (시청률은 간토 지방·비디오 리서치사 조사) |                 |                |               |        |

| TBS 일요극장                        | TBS 일요극장                                  | TBS 일요극장                          |
| 이전 작품                           | 작품명                                        | 다음 작품                             |
| ----------------------------------- | --------------------------------------------- | ------------------------------------- |
| 너무 귀여워 (2005.04.10~2005.06.26) | 지금, 만나러 갑니다 (2005.07.03 ~ 2005.09.18) | 사랑의 시간 (2005.10.23 - 2005.12.25) |

## 만화
- 그림: 다카다 야스히코, 원작: 이치카와 타쿠지

빅 코믹 스페리 올(쇼가쿠칸)에서 연재되었다. 2004년 10월 28일, 쇼가쿠칸에서 단행본이 간행되었다.(빅 코믹스, ISBN 4091861571)
- 그림: 카와시마 아야, 원작: 이치카와 타쿠, 각본: 이노 요코

"여성 세븐"에서 연재되어, 2005년 쇼가쿠칸에서 단행본이 간행되었다.(플라워 코믹스 스페셜, ISBN 4091302769)

## 드라마 CD
- 프론티어 웍스로부터 2008년 6월 25일에 발매되었다.